# Grove City (Ohio)
Grove City es una ciudad ubicada en el condado de Franklin en el estado estadounidense de Ohio. En el Censo de 2010 tenía una población de 35575 habitantes y una densidad poblacional de 839,94 personas por km².

## Geografía
Grove City se encuentra ubicada en las coordenadas 39°51′59″N 83°3′59″O / 39.86639, -83.06639. Según la Oficina del Censo de los Estados Unidos, Grove City tiene una superficie total de 42,35 km², de la cual 41,95 km² corresponden a tierra firme y (0,96%) 0,41 km² es agua.

## Demografía
Según el censo de 2010, había 35575 personas residiendo en Grove City. La densidad de población era de 839,94 hab./km². De los 35575 habitantes, Grove City estaba compuesto por el 92,63% blancos, el 2,8% eran afroamericanos, el 0,18% eran amerindios, el 1,28% eran asiáticos, el 0,05% eran isleños del Pacífico, el 0,96% eran de otras razas y el 2,1% pertenecían a dos o más razas. Del total de la población el 2,56% eran hispanos o latinos de cualquier raza.